# Mengistu Haile Mariam

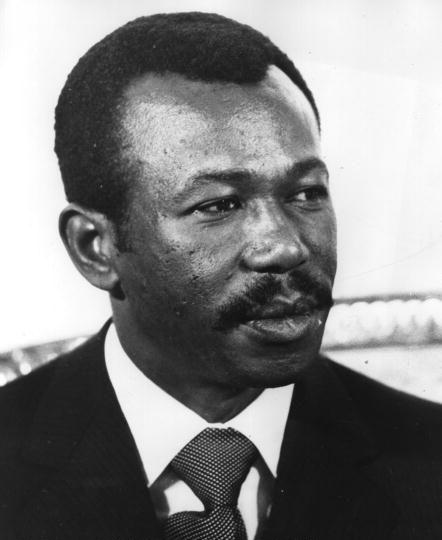
Mengistu Haile Mariam (1978–1979)

Mengistu Haile Mariam (amharisch መንግስቱ ኃይለ ማርያም; * 21. Mai 1937 in Addis Abeba) war von 1974 bis 1991 de facto der Machthaber, seit 11. Februar 1977 auch das Staatsoberhaupt Äthiopiens. Sein diktatorisches Regime verfolgte das Ziel, Äthiopien als sozialistischen Staat zu etablieren, und wurde von der Sowjetunion gestützt.

## Politische Karriere
Mengistu war einer der Offiziere, die 1974 den Kaiser Haile Selassie stürzten. Obwohl mehrere Gruppen an dem Umsturz beteiligt waren, konnte sich der Derg mit Mengistu behaupten.
Am 11. Februar 1977 wurde er Staatsoberhaupt und Vorsitzender des marxistischen Derg, nachdem er seine beiden Vorgänger Aman Mikael Andom und Tafari Benti hatte töten lassen. Mengistus Amtszeit war geprägt von einer an den Realsozialismus angelehnten Einparteiendiktatur und einer massiven Militarisierung des Landes, finanziert von der Sowjetunion und anderen Ostblockstaaten, wie auch von Kuba.
Vor allem zwischen 1977 und 1987 wurden in einer als „Roter Terror“ bezeichneten Kampagne über 100.000 „Klassenfeinde“, Regimegegner oder Personen, die sich den Enteignungen und Zwangsmaßnahmen widersetzen wollten, gefangengehalten und gefoltert, Zehntausende wurden getötet oder „verschwanden“. Jüngere Schätzungen nennen „mindestens eine halbe Million Todesopfer“. Daher wurde Mengistu von vielen aus seinem Volk – nicht nur von Angehörigen der Opfer oder Überlebenden oder Zeugen – als „Schlächter von Addis“ bzw. als „schwarzer Stalin“ bezeichnet.
Der Staatssozialismus wurde in den späten 1970er- und frühen 1980er-Jahren zur Staatsform mit der Verkündung einer Verfassung im Stile der Sowjetunion, der Schaffung eines Politbüros und der Gründung der Arbeiterpartei Äthiopiens 1984. Ziel war die Einführung der klassenlosen Gesellschaft. Alle fremdgeführten Unternehmen wurden ohne Entschädigung verstaatlicht.
Am 10. September 1987 wurde Mengistu Präsident unter der neuen Verfassung, und das Land wurde in Demokratische Volksrepublik Äthiopien umbenannt. Zu den ersten Parlamentswahlen seit den Wahlen von 1973 war nur eine einzige Partei zugelassen.
Nach sozialen Erfolgen in den 1970er Jahren wurde Mengistus Regierung während der 1980er Jahre mit enormen Schwierigkeiten konfrontiert, vor allem Dürreperioden, Hungersnöte – besonders diejenige von 1984/85 – und Aufstände, wesentlich mit ausgelöst durch die einschneidenden Umgestaltungsmaßnahmen der Gesellschaft. Insbesondere die zwangsweisen Umsiedlungen von Bauern und weitere Eingriffe des Staates in Landwirtschaft, Handel und Produktion erzeugten erhebliche Versorgungsprobleme, da Landbau und Güterverteilung in weiten Landstrichen weitgehend zum Erliegen kamen. Dadurch entstanden massive Widerstandsbewegungen in der Bevölkerung, zu denen besonders in den nördlichen Regionen Tigray und Eritrea ethnische Konflikte hinzukamen.
Im Mai 1989 kam es während eines Staatsbesuchs von Mengistu Haile Mariam in der DDR zu einem Putschversuch in Äthiopien, der rasch niedergeschlagen wurde.
1989 verband sich die Volksbefreiungsfront von Tigray (TPLF) mit einer anderen ethnisch-basierten Oppositionsbewegung und bildete die Revolutionäre Demokratische Front der Äthiopischen Völker (EPRDF). Im Mai 1991 marschierten die Truppen der EPRDF, mit Hilfe der Eritreischen Volksbefreiungsfront (EPLF) auf die Hauptstadt Addis Abeba. Mengistu gab die Schuld für das Versagen seiner Regierung Michail Gorbatschow, weil der den Zusammenbruch der Sowjetunion zugelassen hätte und somit die Unterstützung für Äthiopien beendete: „Dieser konterrevolutionäre Lügner hat die Sowjetunion zerstört und die Welt den Amerikanern überlassen“.

## Prozess und Verurteilung
Mengistu floh zusammen mit ungefähr 3.000 Derg-Mitgliedern aus dem Land und erhielt Asyl in Simbabwe. Er lebt im Vorort Gun Hill in Harare unter dem Schutz der simbabwischen Regierung, trotz wiederholter Versuche Äthiopiens, seine Auslieferung zu erwirken, um ihn vor Gericht zu stellen. Mehrere frühere Mitglieder des Derg wurden in Abwesenheit zum Tode verurteilt.
Am 12. Dezember 2006 wurde Mengistu zusammen mit elf Mitangeklagten vom Obersten Gerichtshof in Addis Abeba nach zwölfjährigem Prozess in Abwesenheit in mehr als 211 Anklagepunkten, darunter Völkermord, Totschlag und Unterschlagung, schuldig gesprochen. Das Strafmaß wurde für ihn am 11. Januar 2007 mit lebenslanger Haft festgesetzt. Am 26. Mai 2008 hat der Oberste Gerichtshof in einem neuen Urteil gegen den weiterhin im Exil lebenden Mengistu die lebenslange Haftstrafe in eine Todesstrafe umgewandelt.
Mengistu wurde jedoch weder von Simbabwe noch von Südafrika, wo er sich zwischenzeitlich aufgehalten hatte, ausgeliefert. Auch Amnesty International hatte sich gegen eine Auslieferung ausgesprochen, da nicht von einem fairen Prozess ausgegangen werden könne, zugleich aber Südafrika vergeblich aufgefordert, „Mengistu einen fairen Prozess zu machen“. Mengistu lebte Stand Mai 2022 weiterhin in Simbabwe.

## Persönliches
Mengistu Haile Mariam ist mit Webanchi Beshaw verheiratet und hat vier Kinder.

## Veröffentlichungen
- Gründungskongreß der Arbeiterpartei Äthiopiens, 6.−10. September 1984. Hauptbericht, erstattet von Mengistu Haile Mariam, Vorsitzender des PMVR und der COPWE, Oberkommandierender der Revolutionären Streitkräfte. Dietz Verlag Berlin 1986, ISBN 3-320-00685-1
- Grußansprache an den XI. Parteitag der Sozialistischen Einheitspartei Deutschlands. (In: Protokoll des XI. Parteitages der Sozialistischen Einheitspartei Deutschlands. Dietz Verlag Berlin 1986, ISBN 3-320-00663-0)
- Grußadresse der Arbeiterpartei Äthiopiens an den XI. Parteitag der Sozialistischen Einheitspartei Deutschlands. (In: Protokoll des XI. Parteitages der Sozialistischen Einheitspartei Deutschlands. Dietz Verlag Berlin 1986, ISBN 3-320-00663-0)
- Wir haben Tausende von Leben gerettet. In: Der Spiegel. Nr. 34, 1986 (online – Interview mit dem äthiopischen Staatschef Mengistu Haile Mariam über die Zukunft seines Landes).
- Alles, außer der Atombombe. In: Der Spiegel. Nr. 27, 1995 (online – Interview mit Äthiopiens ehemaligem Diktator Mengistu über Freunde, Verräter und den Sturz seines Regimes).